# Rivière De Maurès
Pour les articles homonymes, voir Maures (homonymie).
Ne doit pas être confondu avec Maure (rivière).
La rivière De Maurès est un affluent de la rivière Rupert, dans la municipalité de Eeyou Istchee Baie-James, dans la région administrative du Nord-du-Québec, au Québec, au Canada.

## Géographie
Les bassins versants voisins sont :
- côté nord : rivière Rupert, lac Bellinger, baie Radisson ;
- côté est : lac Armagnac, lac Saint-Urcisse, rivière Saint-Urcisse, lac Mistassini, lac Albanel ;
- côté sud : lac Samuel-Bédard, rivière Brock Nord, lac Lemieux, rivière à la Marte (rivière Rupert) ;
- côté ouest : lac Savignac, lac Troilus, Lac De L'Épervanche, lac Testard (rivière Broadback), lac Frotet, lac Châtillon (rivière Châtillon), rivière Châtillon, lac Bueil, lac Larabel.

La rivière De Maurès prend sa source à l'embouchure d'un lac non identifié (longueur : 1,1 km ; altitude : 406 m) dans la réserve faunique des Lacs-Albanel-Mistassini-et-Waconichi. Ce lac est du versant Nord de la ligne de partage des eaux entre le versant de la rivière Rupert et de la rivière Nottaway (via la rivière Chibougamau). Ce lac est entouré de zones de marais au nord-ouest.
La source de la rivière De Maurès est située à :
- 37,4 km à l'ouest du lac Mistassini ;
- 82,7 km au sud-ouest de l'embouchure du lac Mistassini ;
- 53,2 km à l'ouest du centre du village de Mistissini (municipalité de village cri) ;
- 108,7 km au sud-est de l'embouchure du lac Mesgouez.

À partir de sa source, la rivière De Maurès coule sur environ 85 km entièrement en zones forestières, selon les segments suivants :
Partie supérieure de la rivière De Maurès (segment de 43,3 km)
- 6,6 km vers du nord-est notamment en traversant sur 1,8 km un lac non identifié (altitude : 404 m), jusqu'à la rive sud-ouest du lac De Maurès ;
- 7,6 km vers le nord en traversant le lac De Maurès (largeur : 5,7 km ; altitude : 389 m) sur sa pleine longueur, jusqu'à son embouchure. Ce lac comporte de nombreuses îles et une baie s'étirant sur 2,3 km vers l'est. Note : la rive Ouest du lac s'avère la limite de la Réserve faunique des Lacs-Albanel-Mistassini-et-Waconichi ;
- 6,2 km vers le nord, notamment en traversant sur 2,6 km un lac (altitude : 384 m) comportant trois parties, puis vers l'est en traversant sur 4,3 km le lac Odon (altitude : 381 m) sur sa pleine longueur, jusqu'à son embouchure ;
- 14,3 km vers du nord-est en zone de marais, jusqu'à la rive sud du lac Savignac ;
- 8,6 km vers du nord-est en traversant le lac Savignac (longueur : 12,6 km ; altitude : 376 m), jusqu'à son embouchure. Note : la confluence de la rivière De Maurès comporte une presqu'île qui la sépare de la confluence du lac Savignac et d'un ruisseau (venant du Sud-Est) drainant notamment le lac Artaud, lac Armagnac, le lac Saint-Urcisse et la rivière Saint-Urcisse.

Partie inférieure de la rivière De Maurès (segment de 35,0 km)
À partir du lac Savignac, le courant de la rivière De Maurès coule sur :
- 8,5 km vers du nord-est jusqu'à la confluence (venant du Sud-Est) d'un ruisseau non identifié ;
- 16,9 km vers du nord-est jusqu'à la rive sud du lac Deroussel ;
- 5,5 km vers du nord-est en traversant le lac Deroussel (longueur : 6,2 km ; altitude : 375 m), jusqu'à son embouchure ;
- 4,1 km vers du nord-est, jusqu'à son embouchure[2].

La rivière De Maurès rejoint le cours de la rivière Rupert (via un plan d'eau en un point situé dans un élargissement de rivière, en aval du lac La Bardelière et en amont du lac Mesgouez.
L'embouchure de la rivière De Maurès est située à :
- 6,7 km à l'ouest d'une baie du lac Mistassini ;
- 67,7 km au nord-ouest du centre du village de Mistissini (municipalité de village cri) ;
- 128,9 km au nord du centre-ville de Chibougamau ;
- 104,1 km à l'est de l'embouchure du lac Mesgouez lequel est traversé par la rivière Rupert ;
- 342 km à l'est de la confluence de la rivière Rupert et de la baie de Rupert[2].

À partir de l'embouchure de la rivière De Maurès, le courant emprunte la rivière Rupert qui fait d'abord une boucle vers le nord, puis coule généralement vers l'ouest jusqu'à la baie de Rupert.

## Toponymie
Le toponyme « rivière De Maurès » a été officialisé le 5 décembre 1968 à la Banque des noms de lieux de la Commission de toponymie du Québec, soit à la création de cette commission.